# Paramiacis
Paramiacis és un gènere de mamífers carnivoraformes extints. Christian Mathis el definí per diferenciar els «miàcids» europeus del gènere americà Miacis. N'hi ha dues espècies, P. exilis (Henri Filhol, 1876) i P. teilhardi (Mathis, 1987) que fins als anys vuitanta havien estat considerats, no sense dubtes, com una mateixa espècie amb un marcat dimorfisme sexual.